# Kalevi Sorsa
Taisto Kalevi Sorsa (Keuruu, Finlandia; 21 de diciembre de 1930 - Helsinki, Finlandia; 16 de enero de 2004) profesor y  político finlandés. Fue el primer ministro de Finlandia que más tiempo ejerció de primer ministro de 1972-1975, 1977-1979 y 1982-1987. También ocupó los cargos de ministro de exterior y presidente del Parlamento de Finlandia. Se especuló que hubiera sido candidato en las  elecciones presidenciales de 1994, pero perdió las primarias contra Martti Ahtisaari.
| Predecesor: Rafael Paasio Martti Miettunen Mauno Koivisto | Primer ministro de Finlandia 1972 - 1975 1977 - 1979 1982 - 1987 | Sucesor: Keijo Liinamaa Mauno Koivisto Harri Holkeri |

- Datos: Q351710
- Multimedia: Kalevi Sorsa / Q351710